# 유대 전쟁사
《유대 전쟁사》(라틴어: Bellum Judaicum, 영어: The Jewish War)는 1세기 로마-유대 역사가인 요세푸스가 쓴 유대인의 역사서이다. 원제목은 《로마인에 맞선 유대 전쟁사》(그리스어: Ἱστορία Ἰουδαϊκοῦ πολέμου πρὸς Ῥωμαίους, Ηistoria Ioudaikou polemou pros Rōmaious., 영어: History of the Jewish War Against the Romans)이다. 캐나다의 역사학자 스티브 메이슨은 이 책을 “서구 역사에서 가장 영향력 있는 비성서적 텍스트일지도 모른다”고 평한 바 있다.

## 내용
이 책은 총 7권으로 나뉘며, 1권과 2권에서는 기원전 168년 셀레우코스 제국의 황제 안티오코스 4세 에피파네스가 예루살렘을 점령한 사건부터 제1차 유대-로마 전쟁 초기 단계까지의 유대 역사 개요를 담고 있다. 이후 다섯 권에서는 로마 장군 베스파시아누스와 티투스의 지휘 아래 전개된 전쟁의 흐름과 마지막 시카리파의 죽음까지를 상세히 서술한다. 이 책은 서기 75년경에 집필되었으며, 원래 요세푸스의 ‘모국어’인 아람어 또는 히브리어로 쓰였다고 전해지나, 그 원본은 전해지지 않는다. 이후 아마도 요세푸스 자신의 감독 하에 그리스어로 번역되었는데, 버스(Buth)와 피어스(Pierce)는 “현재 전해지는 그리스어판은 단순한 번역본이 아니라, 초고를 완전히 재작업하고 상당히 확장한 새로운 판본으로 보아야 한다”고 언급하였다.
제1차 유대-로마 전쟁에 대한 주요 사료로는 요세푸스의 《유대 전쟁사》 외에도 바빌로니아 탈무드의 기틴(Gittin) 57b 절, 《예레미야 애가 라바》(Lamentations Rabbah), 제1차 유대인 반란 당시 주조된 주화의 히브리어 문구, 그리고 《타키투스의 역사서》 5권이 있다.

또한 이 책은 고대 슬라브어판과 히브리어판으로도 전해지며, 그리스어판에는 없는 자료를 포함하거나 반대로 빠진 부분도 존재한다.

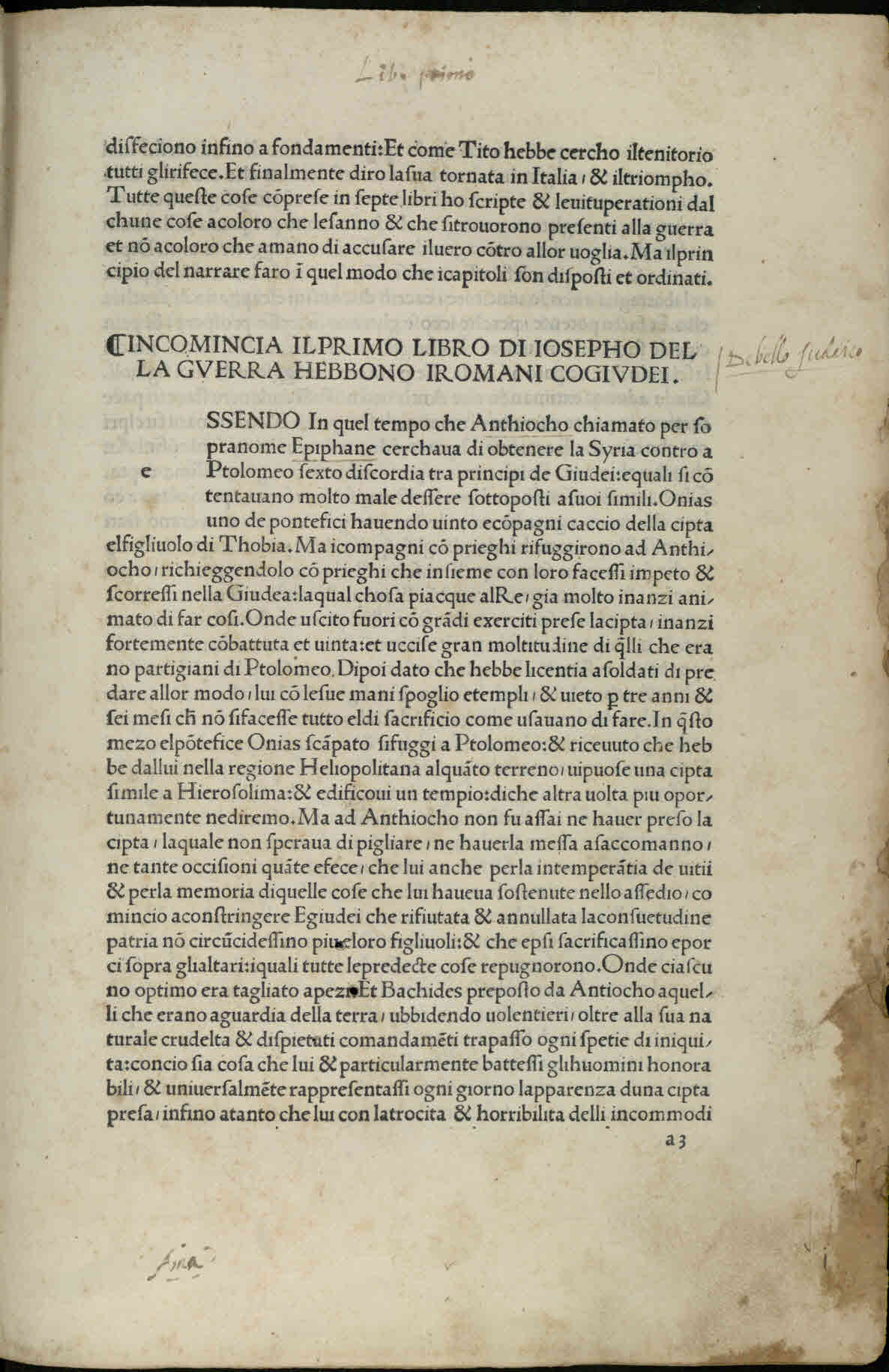
《유대 전쟁사》, 1493년 이탈리아어 번역본
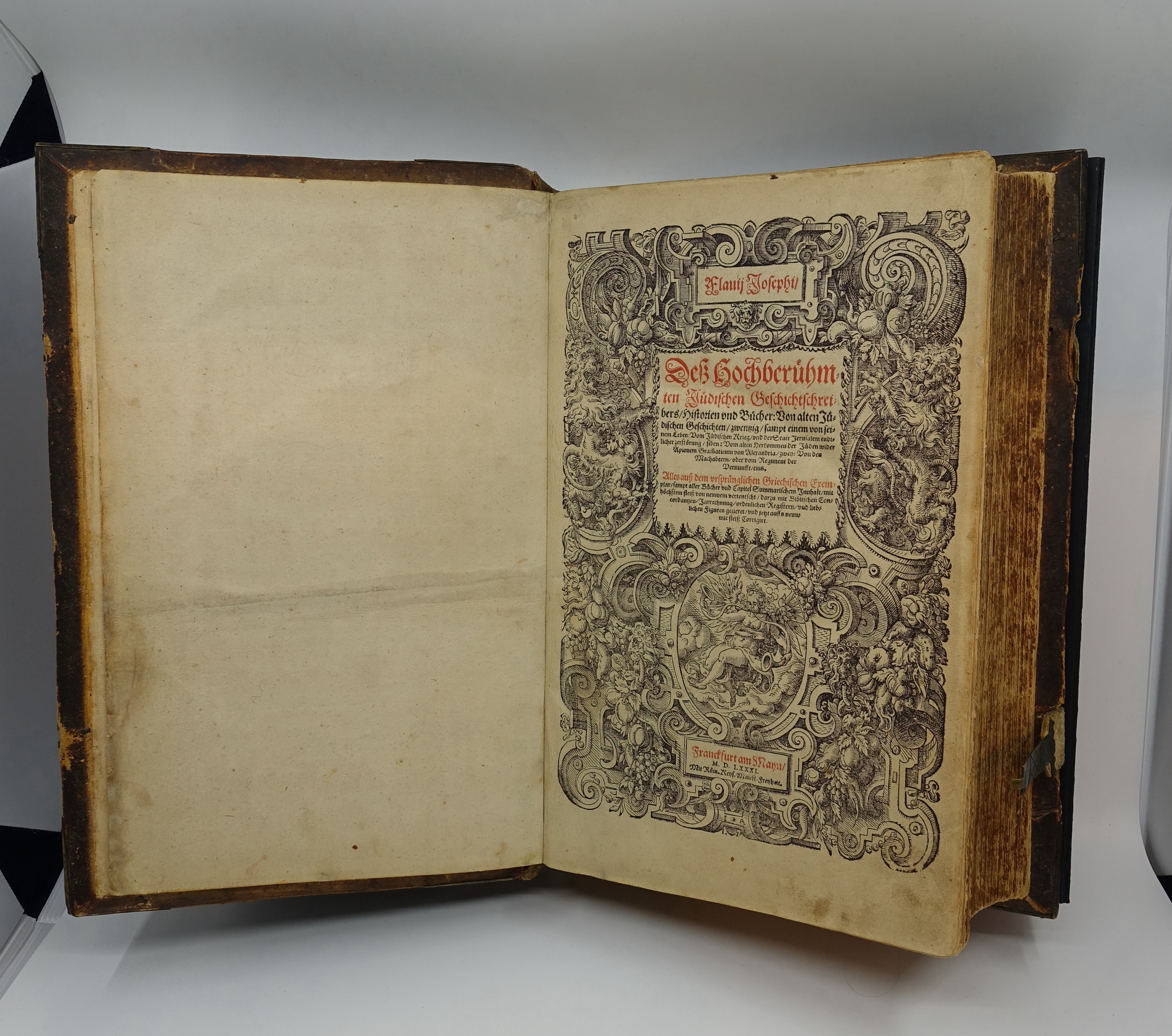
스위스 유대인 박물관에 소장되어 있는 1581년 독일어 번역본

## 베테즈바의 마리아
요세푸스는 베테즈바의 마리아 이야기를 전하면서 예루살렘 포위 당시 기근과 굶주림으로 인해 식인 풍습이 생겼다고 묘사했다. 요세푸스는 요르단강 동쪽 페레아 지역 베테즈바(Bethezuba) 마을 출신인 엘레아자의 딸 마리아가 예루살렘으로 도망쳐 온 사실을 전한다. 그녀는 가문과 재산이 뛰어난 사람이었으나, 포위 동안 유대인 수비대에게 재산과 보물, 식량을 약탈당했다. 기근은 “그녀의 마음을 갉아먹었고, 분노는 그보다 더 빠르게 그녀를 소모했다.” 굶주림에 미쳐 그녀는 젖먹이 아이를 안고 말하기를, “가엾은 아이야! 전쟁과 기근, 내란 속에서 왜 내가 너를 살려 두어야 한단 말이냐? 로마인과 함께라면 오직 노예 생활뿐이고, 그들이 올 때 살아있을 때만 그런 노예가 될 수 있지. 하지만 기근은 노예 생활보다 더 빠르게 다가오고, 반란군은 그 어느 쪽보다도 잔인하다. 너는 내 음식이 되어야 하고, 반란군에게는 복수의 정신이 되며, 세상에는 유대인의 비참함을 채우는 유일한 이야기가 될 것이다.” 그리고 “모든 자연스러운 감정을 거스르며” 그녀는 아들을 죽이고 절반은 구워 먹었으며 나머지는 숨겨두었다.
거의 즉시 반란군이 나타나 “더러운 냄새를 맡고” 그녀를 현장에서 죽이겠다고 위협하며 무엇을 준비했는지 밝히라고 요구했다. 그녀가 아이의 남은 부분을 드러내어 그들에게 나누어 주자 그들은 공포에 질려 그녀를 떠났고, “도시 전체가 이 범죄와 혐오스러운 행위를 멈출 수 없었다.” 이 소식이 로마군에 전해지자 “어떤 이는 믿지 않았고, 어떤 이는 괴로워했지만, 대다수에게는 적에 대한 혐오감이 크게 더해졌다.” 티투스는 평화와 항복 시 사면을 여러 차례 제안했기에 자신에게는 아무 책임이 없다고 일축했다.

## 영향
요세푸스는 4세기 이후 기독교인들 사이에서 예수 그리스도의 생애 전후 사건을 독립적으로 서술한 역사가로 인기가 높았다. 요세푸스의 저작은 그리스어를 사용하는 동지중해 지역에서 항상 접근 가능했다. 《유대 전쟁사》는 4세기에 약칭본인 ‘의사 헤게시푸스’(Pseudo-Hegesippus)와 작자 미상의 완역본으로 라틴어인 'Bellum Judaicum'으로 번역되었으며, 두 판본 모두 서로마 제국과 그 후계 국가들에 널리 배포되었다. 기독교인들이 《유대 전쟁사》에 관심을 가진 이유는 유대인의 몰락과 제2성전 파괴가 예수의 죽음에 대한 책임과 관련하여 신의 형벌로 해석되었기 때문이다. 인쇄술의 발전(구텐베르크 인쇄기)으로 인해 이 작품은 유럽 각국의 토착어로 여러 번 새로 번역되었고, 원래의 그리스어 본문도 1544년 바젤에서 출판되었다. 영어권에서는 영국의 작가 토머스 로지(Thomas Lodge)의 1602년 번역본 《유대인의 비극적 역사》(The Tragic History of the Jews)가 가장 영향력 있었으며, 이후 1760년대 윌리엄 휘스턴의 《유대인의 전쟁》 번역본이 뒤를 이었다.
한편 유대인 사회에서는 요세푸스가 배신자로 여겨져 훨씬 덜 알려졌다. 그의 사망 이후 천 년 동안 라비 문헌(예: 미슈나)에서는 거의 요세푸스의 이름을 직접 언급하지 않으며, 다만 그가 서술한 사건과 유사한 이야기들을 전하기도 한다. 10세기 이탈리아 유대인이 쓴 《요시폰》(Yosippon)은 의사 헤게시푸스의 라틴어 《유대 전쟁사》를 번역·재구성한 책으로, 때때로 추가 역사 자료도 포함하며 유대인들 사이에서 요세푸스를 간접적으로 다시 부각시켰다. 유대인들은 19세기까지도 기독교 번역본을 신뢰하지 않았으나, 중립적인 토착어 번역본이 나오면서 점차 달라졌다. 유대인 작가인 칼만 슐만(Kalman Schulman)이 1863년에 요세푸스 그리스어 본문을 히브리어로 번역했으나 많은 랍비들은 여전히 《요시폰》 판본을 선호했다. 20세기에 이르러 유대인들의 요세푸스에 대한 태도는 부드러워졌으며, 《유대 전쟁사》의 일부 내용은 유대인에게 영감을 주고 우호적이라고 평가받았다. 예를 들어 마사다의 최후 저항은 비극적이기보다는 영감을 주는 사건으로 여겨졌다. 1938년과 1941년에 발표된 연극 《예루살렘과 로마》는 《유대 전쟁사》를 느슨하게 바탕으로 했고, 여러 소설도 이와 관련해 쓰였다. 이러한 20세기의 해석들은 러시아와 나치 시대 유럽에서의 유대인 박해, 초기 시오니즘 운동, 영국 위임통치 팔레스타인 내 유대인 정착자 상황 등 시대적 고민을 반영했다.
학자들에게 요세푸스는 유대-로마 전쟁 연구에 있어 여전히 귀중한 자료이다. 그는 자신의 후원자였던 플라비우스 왕조의 로마인들에게는 경의를 분명히 표하긴 했지만, 대체로 비교적 중립적인 사료로 간주된다.

## 참조 문서
- Buth, Randall; Pierce, Chad (2014). 〈Hebraisti in Ancient Texts: Does ἑβραιστί Ever Mean 'Aramaic'?〉.   Buth, Randall; Notley, R. Steven. 《The Language Environment of First Century Judaea: Jerusalem Studies in the Synoptic Gospels》. Jewish and Christian perspectives series no. 26 2. Leiden, The Netherlands: Brill. 66–109쪽. ISBN 9789004263406. OCLC 865493517. 2024년 8월 26일에 확인함.
- The Jewish War: Revised Edition. ISBN 0-14-044420-3ISBN 0-14-044420-3.
- H. Leeming and K. Leeming: "Josephus' 'Jewish War' and Its Slavonic Version: A Synoptic Comparison". Ancient Judaism & Early Christianity, Brill (1999). ISBN 90-04-11438-6ISBN 90-04-11438-6.
- Pothou, Vassiliki (2023). 《Thukydides second-hand bei Flavius Josephus: zur Rezeption thukydideischer Motive im Bellum Judaicum》. Leiden; Boston: Brill. ISBN 9789004545861.